# Noah
A Noah a szőlőfélék (Vitaceae) családjába, a direkt termő szőlőkhöz tartozó, borból a leggyengébb minőséget adó, erős labruska (róka) mellékízű szőlőfajta. Az Amerikában honos Vitis labrusca és Vitis riparia ősöktől származó Hartford és Taylor fajtákból 1896-ban Otto Wasserzicher állította elő.

## Előfordulása
Jelentős nemzetközi termőterületei USA, Franciaország, Románia, Horvátország, Olaszország és Ausztria szőlő- és bortermelő vidékein fekszenek, de az európai termőterületekről fokozatosan kiszorul. Magyarországon régebben a Nyugat-Dunántúlon és Heves megyében termesztették. Telepítése, pótlásra való felhasználása évtizedek óta tilos, a jelenlegi Bortörvény rendelkezése alapján tőkéit 2000 végéig ki kellett vágni.
Hasonnevei: Belo Otelo, Charvat, Flaga Alba, Fraga, Noa, Noé, Noka, Noha, Nova, Nove, Otelo Belo, Tatar Rizling.

## Jellemzői
Tőkéje erős növekedésű, bőtermő. Levele durva szövetű. Fürtje közepesen nagy, tömött; bogyói közepesek, gömbölyűek, világos, sárgászöldek nyálkás húsúak, könnyedén peregnek, erős labruska ízűek. Szeptember második felében, október elején érik. Fagytűrő, gombabetegségeknek ellenáll. 